# Griffin Park
Griffin Park fue un campo de fútbol en Brentford, situado en el distrito londinense de Hounslow, al oeste de Londres. Ha sido la sede de Brentford Football Club desde que fue construido en 1904. El terreno está situado en una zona predominantemente residencial y es conocido por ser el único campo de fútbol de liga inglesa para tener un pub en cada esquina. La tierra consigue su nombre del grifo, ofrecido en el logotipo de la cervecería de Fuller, que en un punto poseía el huerto en el cual el estadio fue construido.